# Gilles (Eure-et-Loir)
Gilles é uma comuna francesa na região administrativa do Centro, no departamento Eure-et-Loir. Estende-se por uma área de 7,3 km². Em 2010 a comuna tinha 526 habitantes (densidade: 72,1 hab./km²).